# یأجوج و مأجوج
یَأجوج و مَأجوج یا گاگ و مگاگ (در عبری: גּוֹג וּמָגוֹג در انگلیسی: Gog and Magog) نام‌هایی در متون فرجام‌شناسی ادیانِ یهودیت، مسیحیت و اسلام است، که درقرآن و انجیل و تورات از آن‌ها ذکر به عمل آمده است. آن‌ها گاه دو شخص، گاه مردمِ دو منطقه، و گاه خود، دو منطقه جغرافیایی‌اند. در قرآن و در عهد عتیق کتاب حزقیال نبی در حوادث آخرالزمان از آن‌ها نام برده شده است.

## نامگذاری
ریشه اصلی این واژه مشخص نیست. حرف م در ابتدای مگاگ ممکن است به معنی از باشد. از این رو ممکن است که مگاگ به معنی از گاگ باشد.
یأجوج و مأجوج عربی شده یاهونگ و ماهونگ است (به روایت ضعیفی از محمدهادی یوسفی غروی).
شواهدی از زبان‏های آلتایی، سیبریایی، آلاسکایی و آسیایی وجود دارد که ریشه جزء یاج/یاک در واژه یاجوج را با "کناره، ساحل" و ریشه جزء ماج/ماگ در واژه ماجوج را با "بزرگ، وسیع، با عظمت" مرتبط می نماید. از این رو ممکن است یاجوج در اصل به معنای "مردمی ساحل نشین، کناره نشین" و ماجوج به معنای "مردمی ساکن سرزمین اصلی، ساکنان سرزمین وسیع و مردم بزرگ نشین" بوده باشد.

## عهد عتیق

### کتاب پیدایش
اولین اشاره به گاگ و مگاگ در کتاب پیدایش و جدول ملت‌ها است. در این قسمت نام ۷۰ بازمانده نوح که در تمامی دنیا پراکنده شدند آمده است. نوح سه پسر به نام سام، حام و یافث داشت. مگاگ فرزند دوم یافث است.

### کتاب حزقیال
نام گاگ و مگاگ مجدداً در کتاب حزقیال تکرار شده است؛ ولیکن در اینجا مگاگ یک محل جغرافیایی و نه یک فرد است.
در کتاب حزقیال همراهان گاگ، مشک و توبال، پارس، کوش و پوت هستند. مشک و توبال و گومر و بث توگارما مردمان واقعی سرزمین ترکیه در آن زمان بودند. کوش معمولاً به سودان تصور می‌شود ولی گاهی گفته می‌شود که کوش دیگری در سرزمین پارس نیز وجود داشته است. پوت معمولاً به سومالی تصور می‌شود. پارس هم به معنی سرزمین ایران امروزی است. گاگ شکست خورده و در نهایت در دره هامون-گاگ در اسراییل دفن می‌شود.

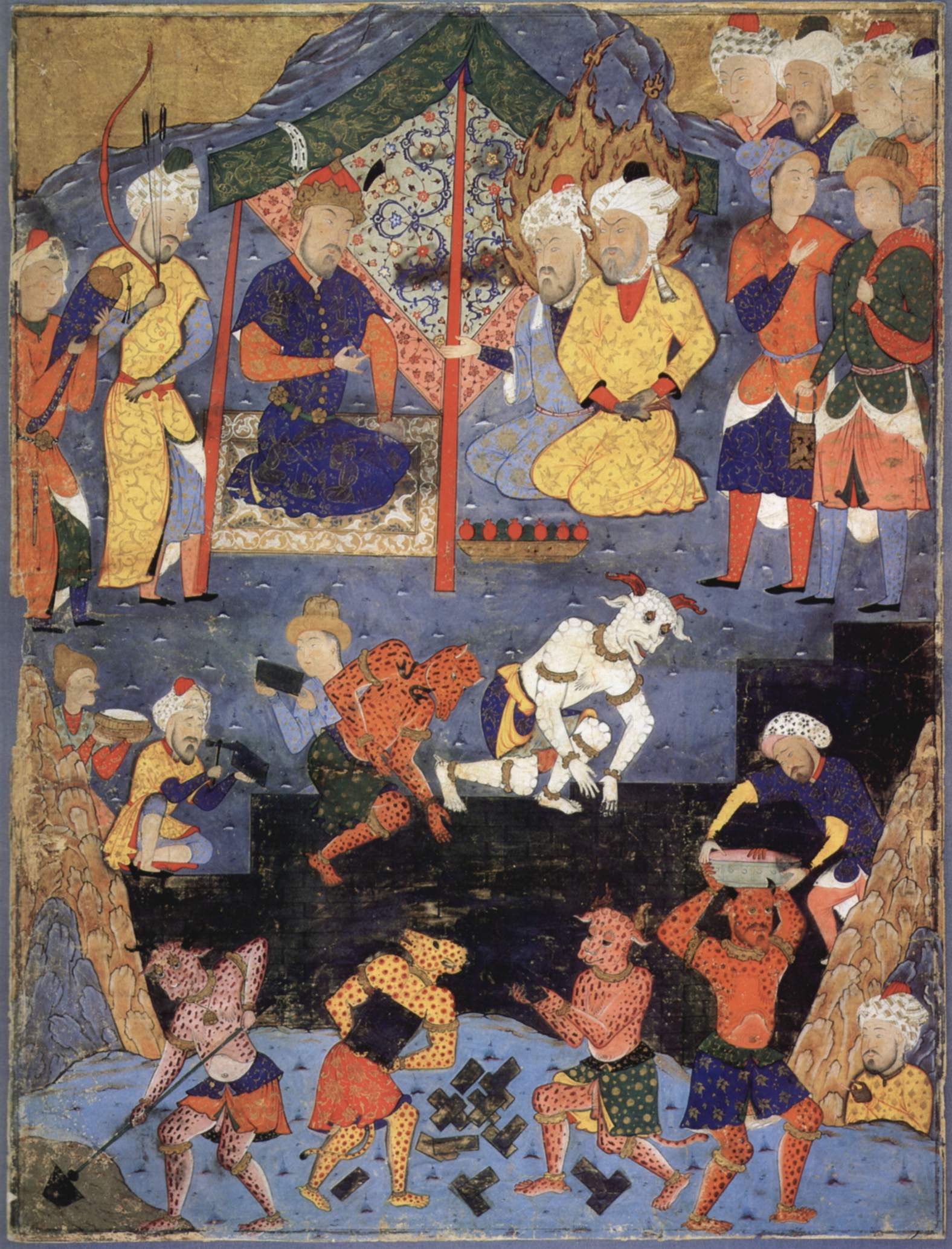
ذوالقرنین دیواری بین یاجوج و ماجوج و مردم ایجاد می‌کند، مینیاتور ایرانی قرن ۱۶ میلادی

## عهد جدید

### مکاشفه یوحنا
نویسنده مکاشفه یوحنا می‌نویسد که چگونه او در رؤیا شیطان را به همراه گاگ و مگاگ می‌بیند که تمامی ملت‌های چهار گوشه زمین را تحت کنترل دارد.
در مکاشفه یوحنا گاگ و مگاگ دارای موقعیت جغرافیایی خاصی نیستند بلکه ملت‌های دنیا هستند به صورت یک مجموعه به جنگ با مسیح می‌پردازند.

## در قرآن
در قرآن در دو سوره از یاجوج و ماجوج سخن به میان آمده است، اول در سوره کهف آیات ۹۳ تا ۹۸، و دیگربار در سوره انبیاء آیهٔ ۹۶. در سوره کهف داستان فردی درستکار به نام ذوالقرنین مطرح می‌شود که بعد از شنیدن آزار مردم به وسیله یاجوج و ماجوج دیواری از آهن مذاب بین آن‌ها و مردم ایجاد می‌کند؛ ولیکن ذوالقرنین وعده می‌دهد که آن زمان که روز آخر نزدیک شود این دیوار از بین خواهد رفت.
در سوره انبیاء مطرح می‌شود که در مورد مردمان شهر خاصی که خداوند آن شهر را نابود کرده است ورودشان به آن شهر ممنوع شده است. این ممنوعیت تا زمان آزاد شدن یاجوج و ماجوج ادامه خواهد داشت و بعد از آن یاجوج و ماجوج در زمین فساد زیادی برپا خواهند کرد.

## در متون تاریخی مذهبی
در قرن اول میلادی تاریخدان یهودی یوسفوس فلاویوس از قوم مغول با نام گاگ و مگاگ در روسیه نام برده است. یوسفیوس نوشته است که ذوالقرنین گاگ و مگاگ را در پشت کوه‌های قفقاز به وسیله دیوارهای آهنین زندانی کرده است. این دیوار در گرجستان قرار دارد. بعضی پادشاهان گرجی خود را محافظ دروازه گاگ
همچنین امبروس از گوت‌ها به عنوان گاگ یاد می‌کرد. جروم آن‌ها را سکاها می‌دانست و ژوردانس در اثر مهم خود گتیکا، اقوام سکاها، آمازون‌ها و گوت‌ها را یکی می‌دانست.
در بعضی متون تاریخی از قوم خزر به عنوان گاگ و مگاگ نام برده شده است در صورتی که بعید است زیرا ذوالقرنین حدود هزار سال قبل از ورود خزرها به قفقاز، می‌زیست و همین‌طور سد یأجوج و مأجوج سال‌ها پیش از خزرها برای اولین بار ساخته شد که بعدها در زمان ساسانیان بازسازی شد. در کتاب اکسپوزیسو ماتیام اوانجلیستام نوشته شده در قرن نهم میلادی توسط کریستیان استاولوت از قوم خزر به عنوان گاگ و مگاگ نام برده شده است که «ختنه شده و از قوانین یهودی تبعیت می‌کنند». در قرن ۱۴ میلادی ابن کثیر دانشمند سنی نیز یاجوج و ماجوج را با قوم خزر یکی دانسته است. بر اساس داستان‌ها شاه خزرها جوزف ادعا می‌کرد که از نسل برادر زاده مگاگ توگارما است. در بعضی متون تاریخی از قوم مغول به عنوان قوم گاگ و مگاگ نام برده شده است. در متون تاریخی آلمانی ذکر شده است که در روزهای آخر گروهی یهودی قرمز به اروپا حمله می‌کنند. این گروه معمولاً به عنوان یهودیان اروپای شرقی و ترکان عثمانی در نظر گرفته می‌شوند.
یوسف فلاوی (نویسنده در روم باستان و زنده در حوالی میلاد مسیح) بیان می دارد که یونانیان به ماجوجی ها، "سکاهای اسکیت" می گفتند. لذا برخی از محققین قائل به همسانی یاجوج و ماجوج با برخی اقوام بدوی استپهای آسیایی (مشخصاً سکاها) شده اند.
ابن عبری، سخن از یک فرمانده نظامی به نام "فرنا ماجوجی (الفرنا الماجوجی)" در لشگر کمبوجیه (فرزند کوروش هخامنشی) می کند. همچنین گزارش هایی از خدمت سکاها در قوای نظامی هخامنشیان (در کنار سربازانِ دیگر مللِ امپراطوری هخامنشی) وجود دارد.
اعتماد السلطنه در کتاب "تطبیق لغات جغرافیایی قدیم و جدید"، کلمات "اسکیث"، "ماگوگ" و "ماجوج" را معادل هم دانسته است. او در جای دیگری در همین کتاب، "ساکا" و "ساس" و "یاجوج و ماجوج" را مرتبط المعانی دانسته است.
در بسیاری از کتب قدیم، میان یاجوج و ماجوج با اسامی "مغول" یا "تتر" یا "تاتار" ارتباط قائل شده اند و البته بیان شده که سرزمین اصلی مغولان (که گاهی با عنوان تاتارستان قدیم از آن یاد شده است و تصریح شده که با منزل های بعدی آنها نبایستی خلط شود و نام پایتخت آن را طمغاج یا طوغاج دانسته بوده اند)، در فاصله 6 ماه راه (معادل 180 منزل یا حدود 8600 کیلومتر فاصله) از نواحی ماوراءالنهار در سمت مشرق قرار داشته است.

## در فرهنگ

### انگلیس
با وجود اینکه گاگ و مگاگ در کتاب مقدس دارای بعد منفی هستند شهرداران محله شهر لندن در مراسم سنتی خود از تصاویر آنان استفاده می‌کنند. بر اساس سنت گاگ و مگاگ محافظین محله شهر لندن هستند. این مراسم همه ساله در دومین شنبه ماه نوامبر برگزار می‌شود. همچنین در سه مایلی جنوب کمبریج کوهی به اسم گاگ و مگاگ وجود دارد.
این دو موجود رازآمیز و عجیب قرن‌هاست که نگهبانان شهر لندن به‌شمار می‌آیند و مجسمهٔ آن‌ها احتمالاً بیش از پانصد سال است که در یکی از مهم‌ترین ساختمان‌های شهر یعنی در تالار شهرداری (Guildhall) قرار دارد. البته مجسمه‌ها به دلایل مختلف چندبار از بین رفته‌اند، اما هر بار مجسمه‌های تازه‌ای جایگزین آن‌ها شده. مجسمه‌های فعلی در سال ۱۹۵۳ ساخته و در تالار نصب شدند. اما علاقهٔ لندن به یاجوج ماجوج بیشتر از آن است که فقط به نصب مجسمه‌ها اکتفا کرده باشد. الان هشتصد سال است که هر سال در یک روز شنبه در اواسط ماه نوامبر کارناوالی در لندن برگزار می‌شود که به «نمایش لرد شهردار» (The Lord Mayor’s Show) معروف است و نمادی از اعلام وفاداری لندن به تاج و تخت پادشاهی است. یکی از نمادهای همیشه حاضر در این کارناوال مجسمهٔ یاجوج و ماجوج است که همراه حرکت راهپیمایان در خیابان حرکت داده می‌شوند. مجسمه‌هایی که در حال حاضر در این مراسم از آن‌ها استفاده می‌شود را «انجمن عالی سبدسازان» در سال ۲۰۰۶ ساخته است.
ماجرا به افسانه‌های قدیمی مردم انگلستان برمی‌گردد. این افسانه‌ها در مناطق مختلف بریتانیا به شکل‌های متفاوتی نقل شده‌اند که یکی از قدیمی‌ترین روایات مکتوب به جا مانده از آن‌ها را در کتاب «تاریخ پادشاهان بریتانیا» (The History of The Kings of Britain) (قرن ۱۲ میلادی) اثر جافری اهل مونموث (Geoffrey of Monmouth) می‌توان دید. طبق این افسانه‌ها نام «بریتانیا» از پهلوانی به اسم بروتوس تروایی گرفته شده. بروتوس یکی از نوادگان «اینیاس» پهلوان معروف اشعار هومر است. او به سرزمین «آلبیون» (نام قدیمی بریتانیا) می‌آید و بعد از کشتن دیوهایی که در آنجا زندگی می‌کردند، حاکم آن سرزمین می‌شود.
اینکه دیوها چطور در آن سرزمین پراکنده شده بودند هم خودش حکایتی دارد. بر طبق افسانه، دیوکلتیانوس امپراتور روم ۳۳ دختر خبیث و شرور داشت. او برای مهار کردن آن‌ها تصمیم می‌گیرد که آن‌ها را به زور شوهر بدهد. اما این دخترها با هدایت خواهر بزرگترشان آلبا شوهرانشان را می‌کشند و سوار بر کشتی می‌شوند و می‌گریزند. بعد از یک سال به جزیرهٔ بزرگی می‌رسند که به نام دختر بزرگتر آن را آلبیون می‌نامند. آن‌ها در آنجا با شیاطین ازدواج می‌کنند و این دیوها را به دنیا می‌آورند.
دو تن از این دیوها یاجوج و ماجوج نام دارند که بعد از کشته شدن بقیهٔ دیوها توسط بروتوس اسیر شده و به لندن (که در آن زمان «تروای جدید» نامیده می‌شده) برده می‌شوند. بروتوس این دو دیو را رام می‌کند و با زنجیر کردن آن‌ها در بیرون از قصر خودش، آن‌ها را به عنوان نگهبانان قصر به خدمت می‌گیرد. از اینجاست که آن دو به عنوان محافظان شهر لندن شناخته می‌شوند.
نام‌های متفاوتی برای این دو محافظ ذکر شده است؛ مثلاً طبق یک روایت نام یکی از آن‌ها جوجماجوج (Gogmagog) و نام دیگری کورینوس است که یکی از همراهان بروتوس بوده است. اما در نهایت نامی که رواج پیدا کرده همان یاجوج و ماجوج است که با نام‌های ذکر شده در کتاب‌های مقدس یکی است.

### شاهنامه فردوسی
در بخش پادشاهی سکندرشاهنامه، یأجوج و مأجوج موجوداتی کوتاه قامت با چهره ای سیاه و شبیه به شتر، زبانی سیاه، چشمانی به سرخی خون، گوش‌هایی به بزرگی کل بدنشان و بدنی پوشیده از مو توصیف شده‌اند. هنگامی که مردمی که از آزار این موجودات به ستوه آمده بودند از سکندر یاری می‌طلبند، وی مشابه با قصص اسلامی ذوالقرنین میان مردم درمانده و یأجوج و مأجوج دیواری می‌کشد.

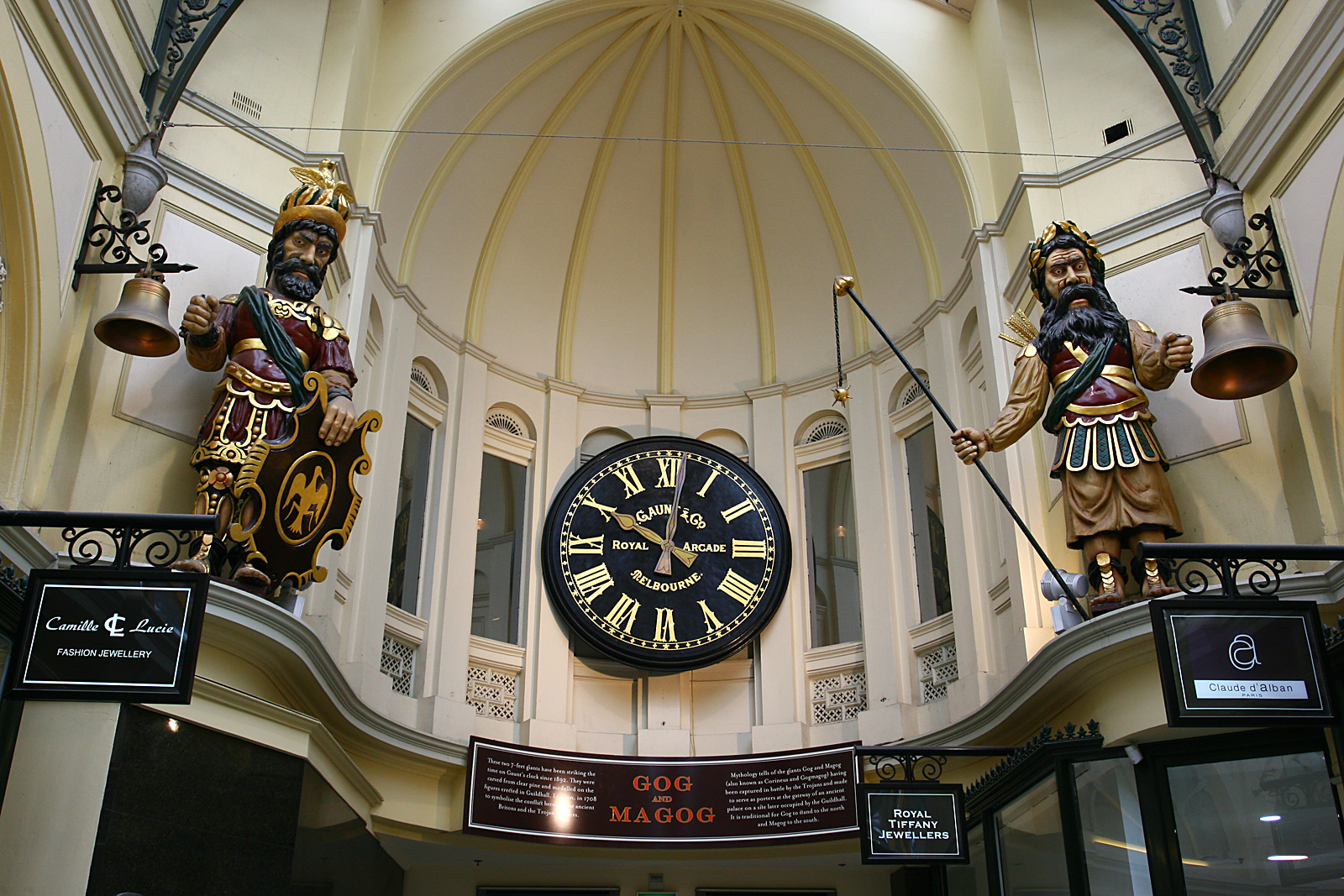
مجسمه گاگ و مگاگ در ملبورن استرالیا